# Jugoslaviska mästerskapet i fotboll 1937/1938
Jugoslaviska mästerskapet i fotboll 1937/1938 innebar att Jugoslaviens nationella liga vanns av kroatiska HAŠK.

## Tabell
| Placering | Klubb             | Spelade matcher | Vinster | Oavgjorda | Förluster | Gjorda mål | Insläppta mål | Målskillnad | Poäng |
| --------- | ----------------- | --------------- | ------- | --------- | --------- | ---------- | ------------- | ----------- | ----- |
| 1         | HAŠK              | 18              | 12      | 2         | 4         | 40         | 20            | +20         | 26    |
| 2         | BSK Belgrad       | 18              | 11      | 4         | 3         | 45         | 25            | +20         | 26    |
| 3         | Građanski         | 18              | 11      | 3         | 4         | 54         | 23            | +31         | 25    |
| 4         | BASK Belgrade     | 18              | 8       | 2         | 8         | 36         | 33            | +3          | 18    |
| 5         | Slavija Sarajevo  | 18              | 7       | 4         | 7         | 25         | 28            | -3          | 18    |
| 6         | SK Jugoslavija    | 18              | 6       | 5         | 7         | 26         | 21            | +5          | 17    |
| 7         | Hajduk Split      | 18              | 6       | 5         | 7         | 31         | 38            | -7          | 17    |
| 8         | Jedinstvo Beograd | 18              | 4       | 4         | 10        | 13         | 26            | -13         | 12    |
| 9         | Ljubljana         | 18              | 3       | 5         | 10        | 24         | 42            | -18         | 11    |
| 10        | HŠK Concordia     | 18              | 4       | 2         | 12        | 24         | 52            | -26         | 10    |